# Equisetites
Equisetites è un genere di piante estinte, affine agli attuali equiseti. Visse tra il Carbonifero superiore e il Cretaceo (320 - 100 milioni di anni fa). I suoi resti sono stati ritrovati in tutti i continenti.

## Descrizione
Le piante di equisetite dovevano avere un aspetto molto simile a quelle dell'equiseto attuale. Possedevano fusti allungati verso l'alto, che si dipartivano da un rizoma sotterraneo notevolmente espanso. Dai fusti principali si dipartivano altri fusti più piccoli, tutti tendenti verso l'alto. Come le forme attuali, l'equisetite possedeva strutture completamente diverse da quelle di altre piante, anche se l'apparenza esterna del fusto doveva assomigliare vagamente a quella del bambù. Come le specie attuali, Equisetites diede vita ad alcune forme di enormi dimensioni: il diametro del fusto era in media di 15 centimetri, ma la specie più grande (Equisetites arenaceus del Triassico superiore) era alta anche 8 metri e il suo fusto poteva superare i 30 centimetri di diametro. È stato ipotizzato che, a causa delle loro dimensioni, le grandi specie di Equisetites potessero avere tessuti di supporto lignificati (come l'attuale bambù), ma non vi sono prove dirette di ciò.

## Classificazione
L'equisetite appartiene alle piante pteridofite, e mostra notevolissime somiglianze con il genere attuale Equisetum. La somiglianza tra le due forme ha indotto in passato alcuni paleobotanici a ritenere che Equisetites in realtà appartenga al genere Equisetum, rendendo di fatto quest'ultimo la più antica pianta vascolare presente sulla terra (Hauke, 1963). Il ogni caso, fossili attribuibili con certezza ad Equisetum si rinvengono già in terreni del Cretaceo.